# Sperrwerk (Wasserbau)

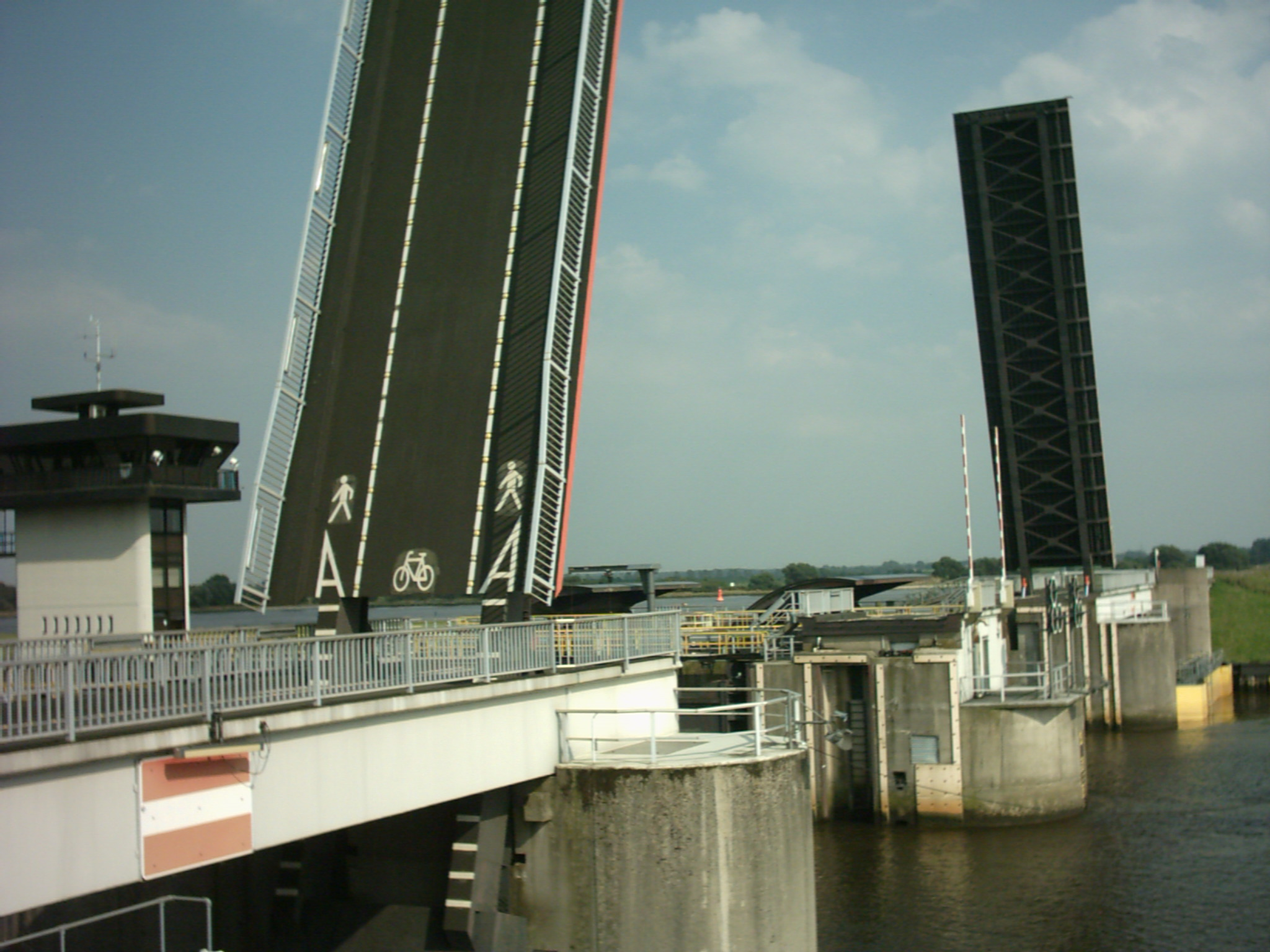
Huntesperrwerk bei Elsfleth

Sperrwerke sind im Wasserbau Querbauwerke in einem Tidefluss, also einem Fluss, dessen Wasserstand aufgrund der Gezeiten stark schwankt. Diese Querbauwerke haben Öffnungen, die bei Bedarf geschlossen werden können, um das dahinter liegende Binnenland vor Überflutungen zu schützen.
Die Terminologie-Norm DIN 4047, Teil 2, definiert nur, was ein Sperrwerk ist, und macht keine Unterscheidung zwischen Sperrwerk allgemein und Sturmflutsperrwerk. Daher wird die Bezeichnung „Sturmflutsperrwerk“ zuweilen auch für ein sturmflutfestes Tidesperrwerk verwendet. So gut wie alle Tidesperrwerke sind entweder Teil der vorderen Deichlinie oder waren es zu ihrer Bauzeit. Dementsprechend sind sie auch sturmflutfest gebaut. Das einzige deutsche Tidesperrwerk, das von vornherein im Schutz eines Sturmflutsperrwerks errichtet wurde, ist das in Bremerhaven.
Auch Sperrtore zum Hochwasserschutz an Binnenflüssen werden als Sperrwerke bezeichnet, z. B. das Sperrtor Marientor in Duisburg.

## Tide(n)sperrwerk

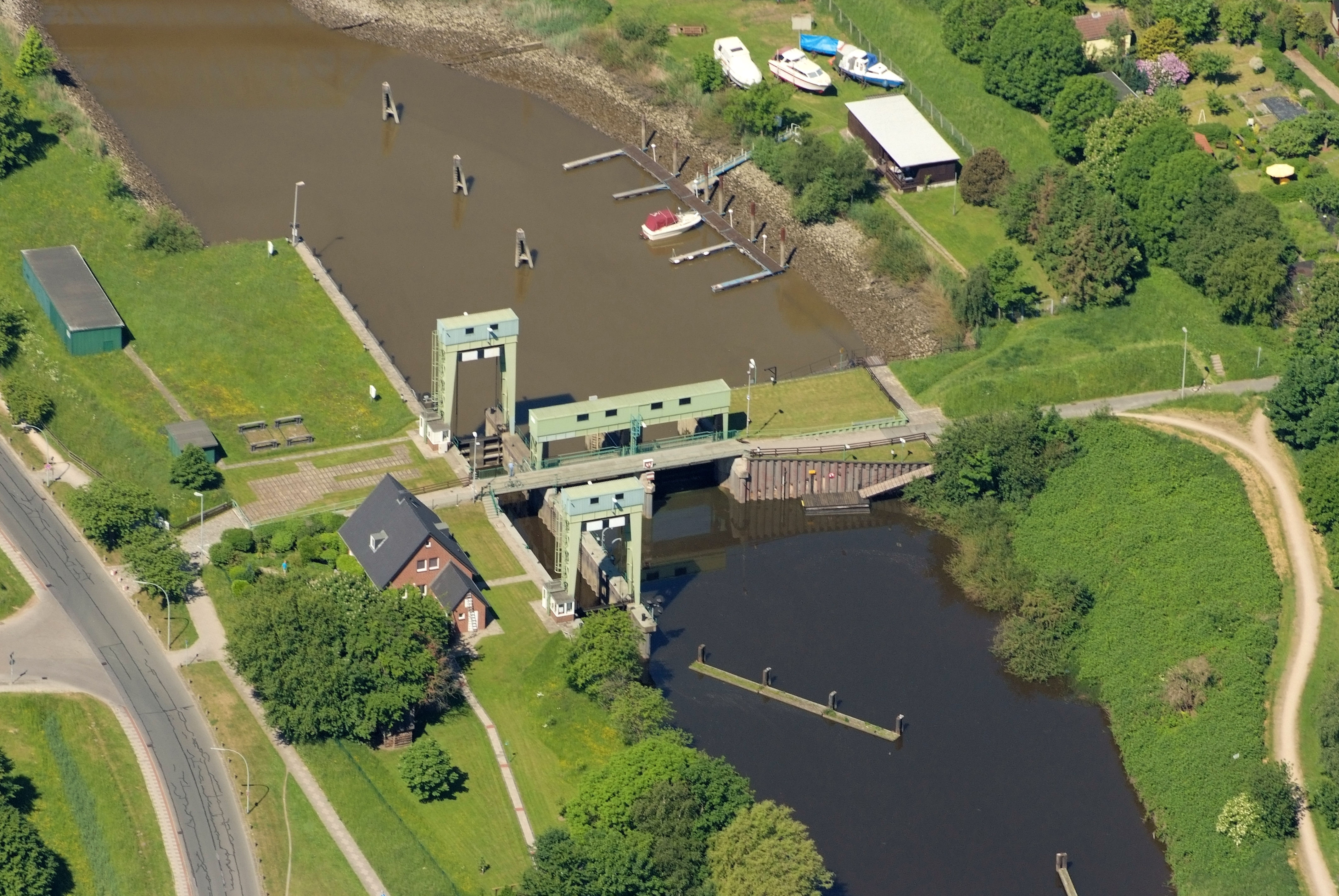
Tidesperrwerk Bremerhaven

Einige Sperrwerke werden bei Flut regelmäßig geschlossen. Bei manchen dieser Tide-Sperrwerke müssen die Tore wegen ihrer Größe aktiv geöffnet und geschlossen werden, andere haben auch klassische Sielklappen, bei denen dies in der Regel passiv geschieht, durch Unterschiede im Wasserstand und damit im Wasserdruck zwischen Außen- und Binnenseite.

### Tidesperrwerke in Deutschland

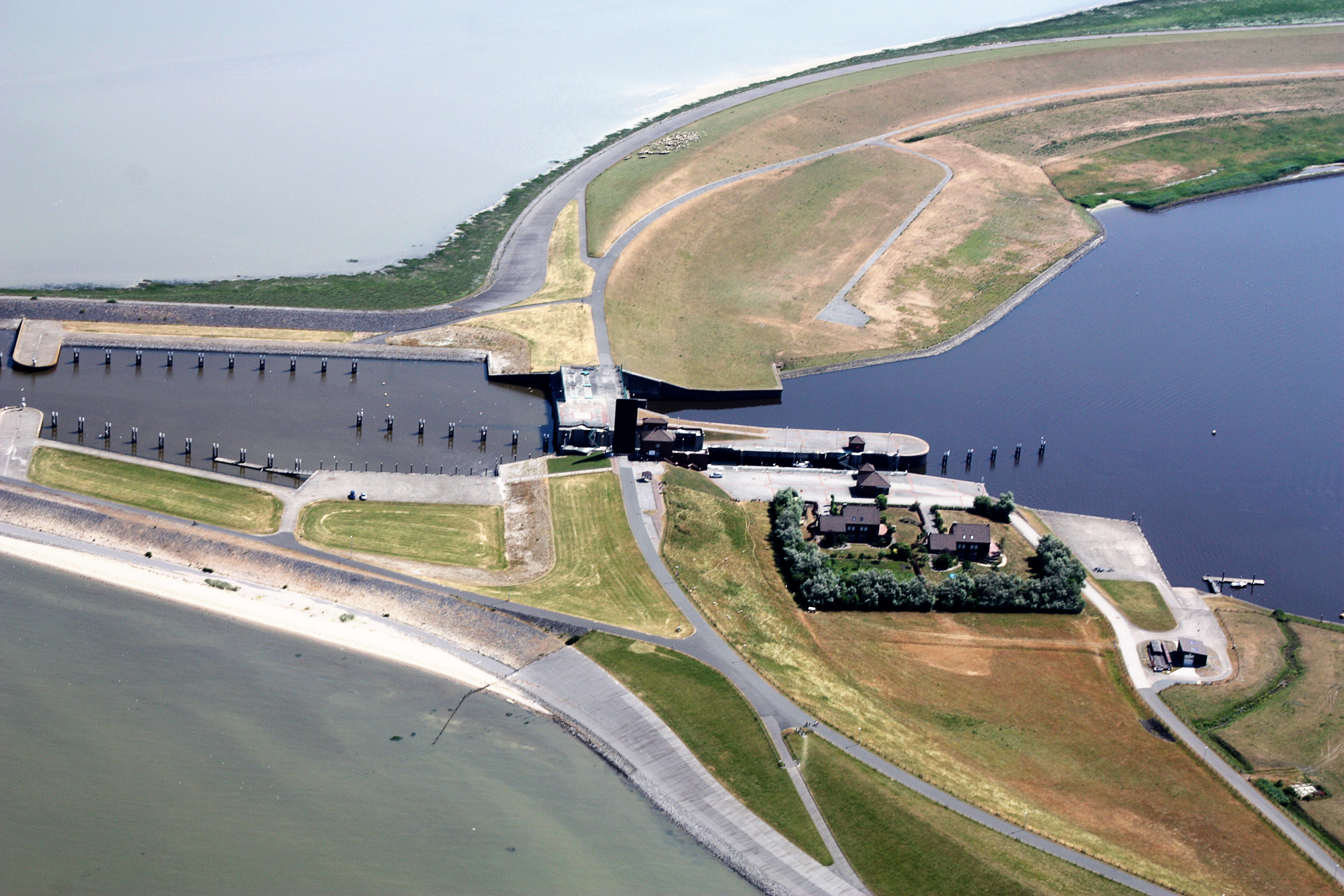
Leysiel

- Tidesperrwerk Bremerhaven
- Sperrwerk Leysiel
- Wehranlage und Schleuse Nordfeld

### Tidesperrwerke in den Niederlanden
- im Abschlussdeich des IJsselmeers:
  - Lorentzsluizen
  - Stevinsluizen
- Haringvlietdamm

## Sturmflutsperrwerk
Sturmflutsperrwerke sollen die normalen Tidenströme nicht behindern und so die flussaufwärts gelegenen Ästuarbereiche in einem naturnahen Zustand halten. Sie werden nur bei bedrohlichen Anstiegen des Wasserspiegels, in der Regel Sturmfluten, geschlossen, um die gefährdete Deichlinie zu verkürzen und Schäden an Hafenanlagen zu vermeiden.

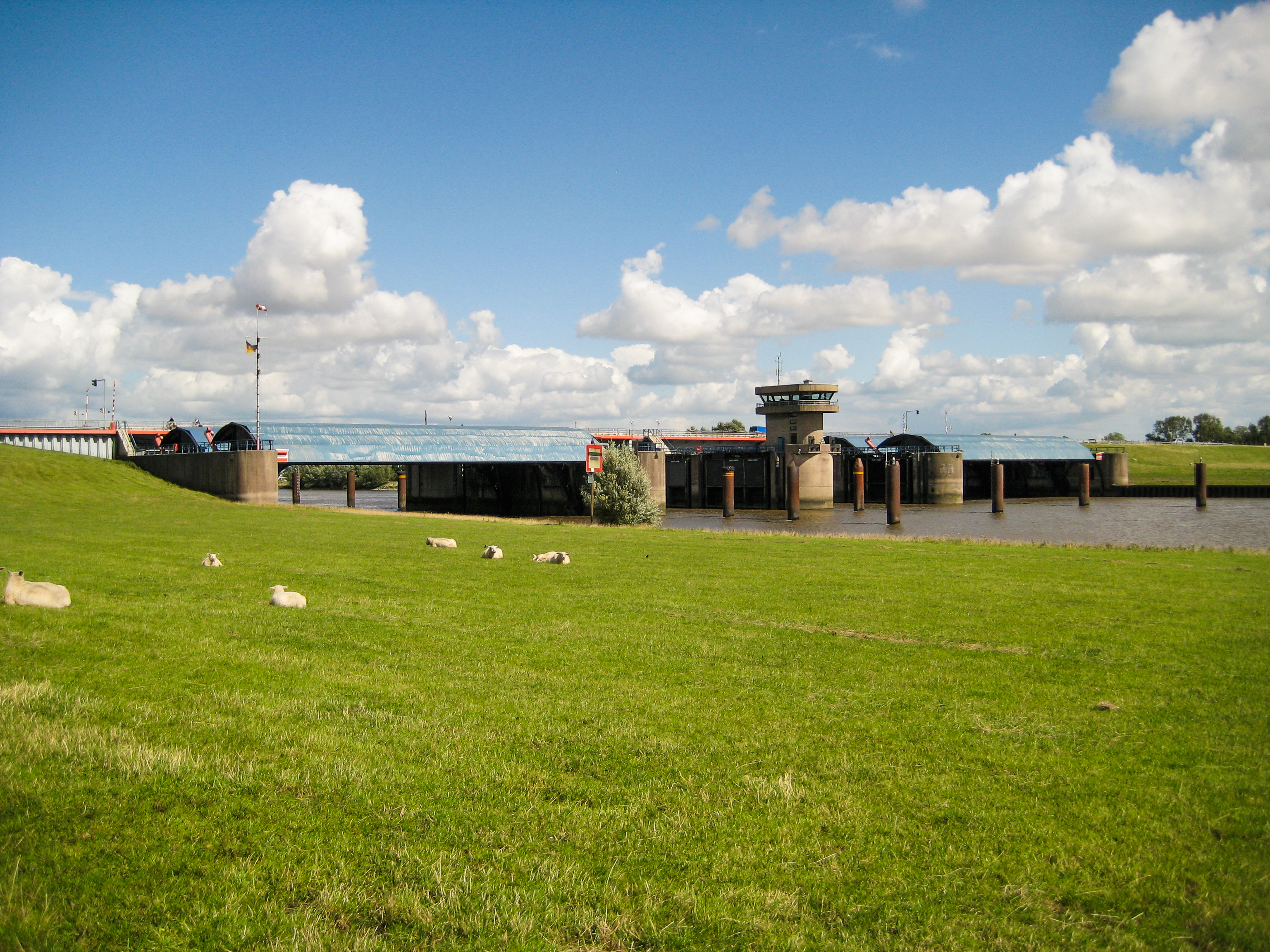
Störsperrwerk
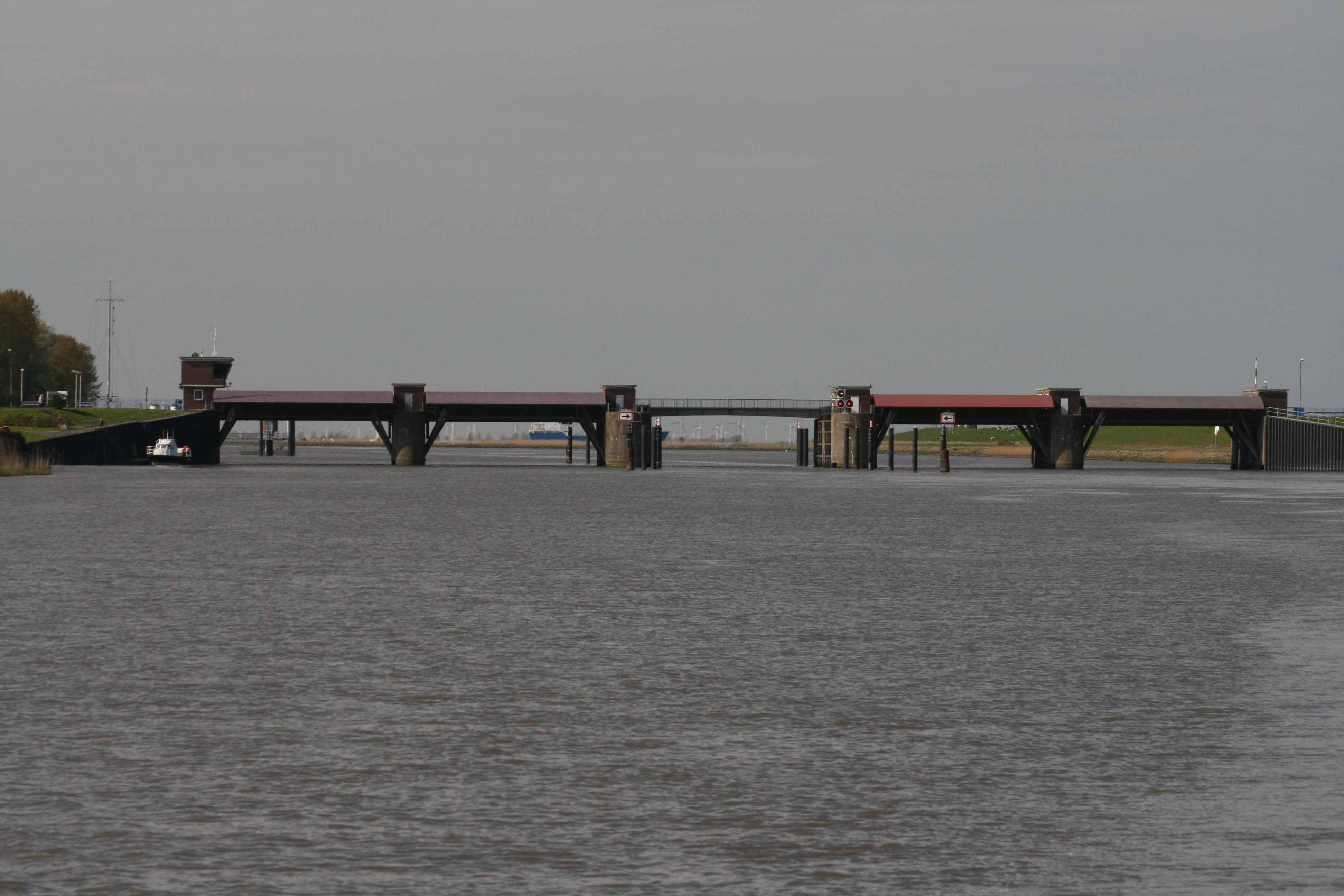
Sperrwerk der Oste
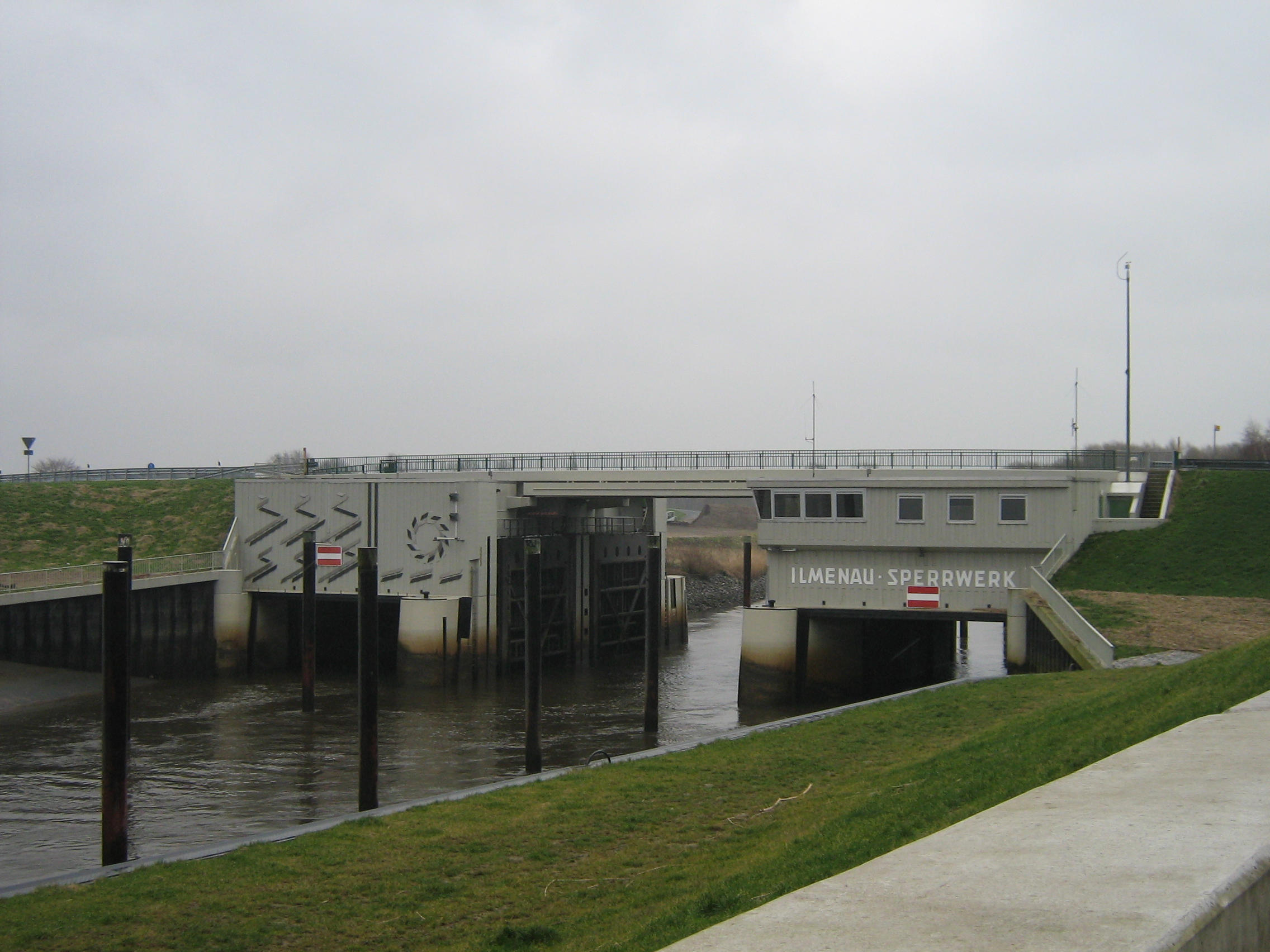
Sperrwerk der Ilmenau
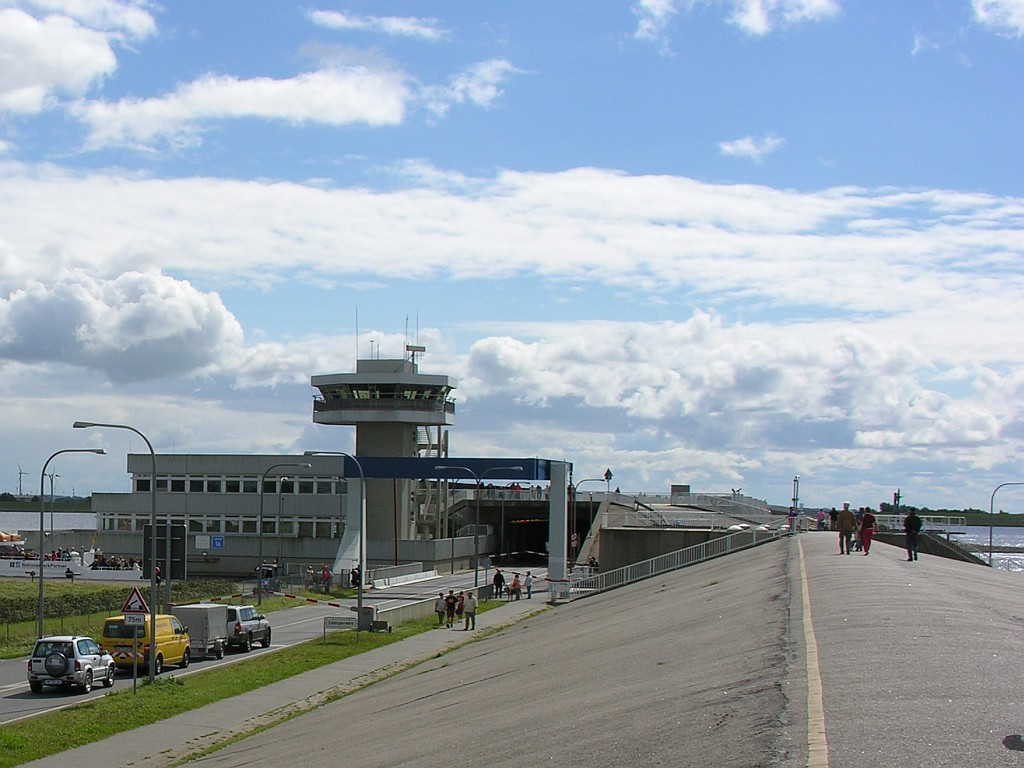
Eidersperrwerk bei Tönning
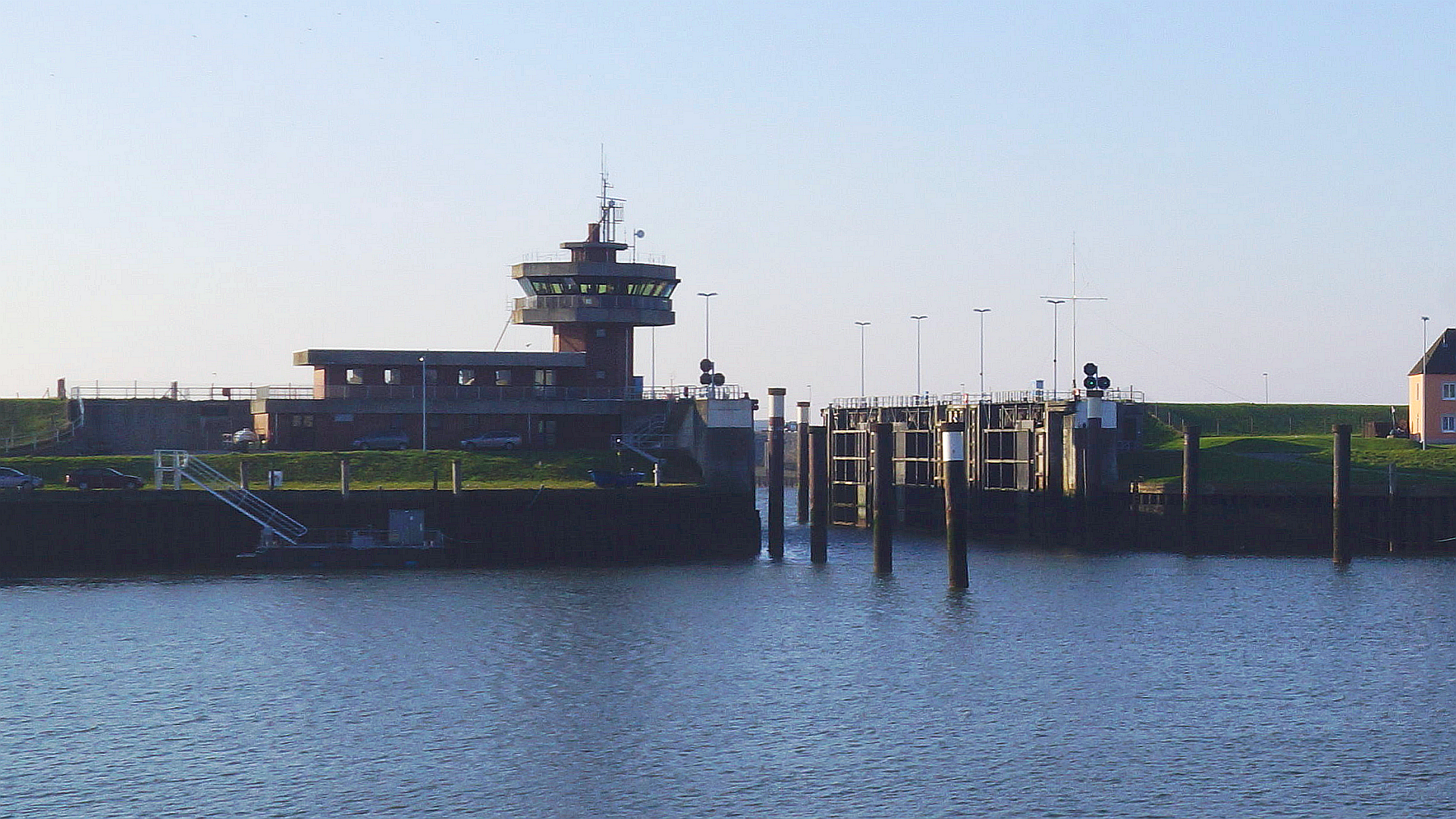
Sperrwerk am Hafen von Büsum